# Nerve War
Nerve War — дебютный альбом канадской группы Front Line Assembly (известной в то время как Frontline Assembly), вышедший в 1986 году.

## Об альбоме
Запись выпустили ограниченным тиражом (между 50 и 100 кассет). Композиции на альбоме очень абразивны и имеют сильный индустриальный оттенок. Релиз не был официально выпущен, но запись стала чрезвычайна редка и популярна после того, как мастер записи были потеряны. Несмотря на это, записи альбома «ходят» по интернету с 2002 года.
Существуют три различные версии альбома, отличающиеся трек-листом, длиной композиций. Оригинальный релиз включал в себя композицию под названием «Thy Glory», которая была убрана оттуда из-за разногласий с Cevin Key из Skinny Puppy. «The Steal» и «Cold As Ice» были убраны из альбома и замещены двумя неизвестными треками. В третьей версии Nerve War, «Thy Glory» появляется, наряду с новыми треками «View To Kill», «To The World», и «Holy War I» и «Holy War II».

## Список композиций из оригинального Nerve War
Side A
1. N-29 — (7:06)
2. Staahl — (4:30)
3. Contraversy[sic] — (5:38)
4. Certain Style — (6:03)
5. Power of Oppression — (5:58)
6. The Steal — (7:10)
7. Cold as Ice — (4:28)
8. Thy Glory — (4:54)

Side B
1. Front Line — (5:03)
2. As of You — (4:56)
3. Untitled 1 — (3:50)
4. Give It To Me! — (7:03)
5. Shadows — (6:15)
6. Take 2 — (6:24)
7. Overcome — (8:14)
8. Excile — (4:51)

## Список композиций без «Thy Glory»
Side A
1. N-29 (7:06)
2. Staahl (4:30)
3. Contraversy (5:38)
4. People (5:50)
5. Untitled 5 (5:39)
6. Untitled 4 (6:02)
7. Certain style (6:03)
8. Power of Oppression (5:58)

Side B
1. Front Line (5:03)
2. As Of You (4:56)
3. Untitled 1 (3:50)
4. Give It To Me (7:03)
5. Shadows (6:15)
6. Take 2 (6:24)
7. Overcome (8:14)
8. Excile (4:51)

## 3-я версия. Промоверсия альбома
1. Certain Style
2. Power Of Oppression
3. View To Kill
4. Front Line
5. As Of You
6. To The World
7. Thy Glory

## 4-я версия с неизвестными треками
1. Holy War I (3:19)
2. Certain Style (6:18)
3. Power Of Oppression (6:16)
4. The Steal (7:10)
5. Untitled 1 (4:03)
6. Front Line (5:15)
7. Untitled 2 (4:47)
8. Untitled 3 (5:08)
9. Untitled 4 (4:42)
10. Thy Glory (4:17)
11. N-29 (7:09)
12. Staahl (4:38)
13. Elusive (6:11)
14. Holy War II (2:52)